# Chojny Młode
Chojny Młode – wieś w Polsce położona w województwie podlaskim, w powiecie łomżyńskim, w gminie Łomża.
Wierni kościoła rzymskokatolickiego należą do parafii św. Wojciecha Biskupa i Męczennika w Szczepankowie.

## Historia
W latach 1921 – 1939 wieś leżała w województwie białostockim, w powiecie łomżyńskim, w gminie Szczepankowo.
Według Powszechnego Spisu Ludności z 1921 roku wieś zamieszkiwało 112 osób, 96 było wyznania rzymskokatolickiego, 16 mojżeszowego. Jednocześnie wszyscy mieszkańcy zadeklarowali polską przynależność narodową. Było tu 15 budynków mieszkalnych. Miejscowość należała do parafii rzymskokatolickiej w m. Szczepankowie. Podlegała pod Sąd Grodzki i Okręgowy w Łomży; właściwy urząd pocztowy mieścił się w Łomży.
W wyniku napaści ZSRR na Polskę we wrześniu 1939 miejscowość znalazła się pod okupacją sowiecką. Od czerwca 1941 roku pod okupacją niemiecką. Od 22 lipca 1941 do 1945 włączona w skład Landkreis Lomscha, Bezirk Bialystok III Rzeszy.
W latach 1954–1959 wieś należała i była siedzibą władz gromady Chojny Młode, po jej zniesieniu w gromadzie Szczepankowo. W latach 1975–1998 miejscowość administracyjnie należała do województwa łomżyńskiego.

## Zabytki
Przy drodze nr 64 Łomża-Ostrołęka w miejscowości Chojny Młode znajduje się cmentarz wojenny żołnierzy niemieckich z I wojny światowej. Spoczywa tu 205 żołnierzy niemieckich 58 dywizji piechoty i 75 rezerwowej dywizji piechoty z Korpusu Seydewitza z 8 Armii, którzy polegli w walkach pomiędzy 5-8 sierpnia 1915 roku.